# 巴农库尔
巴农库尔（法語：Bannoncourt，法語發音：[banɔ̃kuʁ]）是法国默兹省的一个市镇，属于科梅尔西区。

## 地理
巴农库尔（48°57'33"N, 5°29'57"E）面积8.72 平方千米，位于法国大東部大區默兹省，该省份为法国西北部内陆省份，北与比利时接壤，西接马恩省和阿登省，南至上马恩省和孚日省，东临默尔特-摩泽尔省。
与巴农库尔接壤的市镇（或旧市镇、城区）包括：默兹河畔拉克鲁瓦、万贝、栋瑟夫兰、拉艾梅、迈泽、默兹河畔鲁夫鲁瓦。

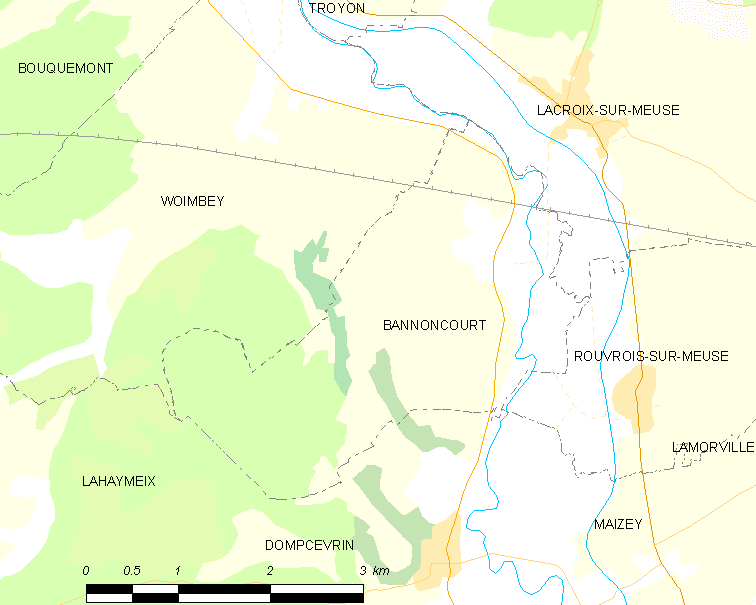
巴农库尔的OSM定位图

巴农库尔的时区为UTC+01:00、UTC+02:00（夏令时）。

## 行政
巴农库尔的邮政编码为55300，INSEE市镇编码为55027。

## 政治
巴农库尔所属的省级选区为默兹河畔迪约县。

## 人口

1962-2008年间巴农库尔人口变化图示

巴农库尔于2022年1月1日时的人口数量为161人。